# Fallopia dentatoalata
Fallopia dentatoalata là một loài thực vật có hoa trong họ Rau răm. Loài này được (F.Schmidt) Holub mô tả khoa học đầu tiên năm 1971.